# Stadthafen von Dubrovnik

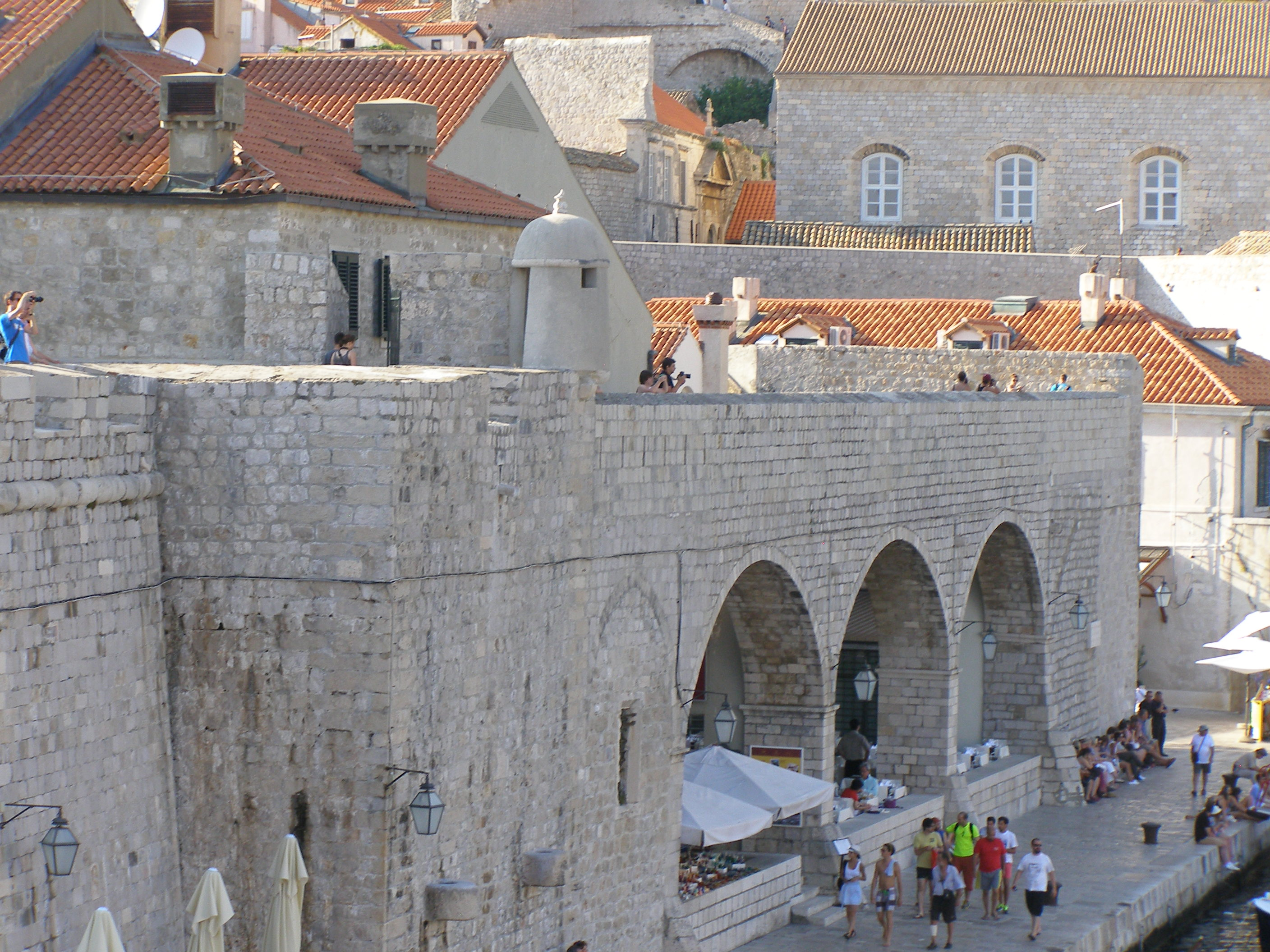
Das Arsenal im Hafen mit den drei Bögen

Der Stadthafen von Dubrovnik ist eine Anlage aus dem 15. Jahrhundert und liegt direkt an der Stadtmauer von Dubrovnik an der südkroatischen Küste der Adria. Der Stadthafen ist ein Teil der Altstadt von Dubrovnik.
Die Stadt Dubrovnik hat insgesamt drei Häfen, die miteinander entworfen wurden und nicht verwechselt werden sollten: außer dem Stadthafen ist es der Handelshafen im Stadtteil Gruž im Nordosten, in dem auch große Kreuzfahrtschiffe vor Anker liegen, und der nur wenig entfernte Yachthafen ACI Marina an der Mündung des Flusses Dubrovačka rijeka liegend.

## Geschichte
Das heutige Aussehen des Hafens wurde im 15. Jahrhundert vom kroatischen Baumeister Paskoje Miličević entworfen und umgestaltet. Von der durch eine Stadtmauer umgebenen Altstadt gelangte man in den Hafen durch das Ponte-Tor (1476 erbaut) beziehungsweise durch das Fischmarkt-Tor (1381 erbaut). Außer der Festung Sveti Ivan, die eigens zur Verteidigung des Hafens im 14. Jahrhundert angelegt wurde, sollte für den Schutz des Hafens zusätzlich auch die außerhalb der Stadtmauer durch den Baumeister Antun Ferramolino erbaute Festungsanlage Revelin sorgen.

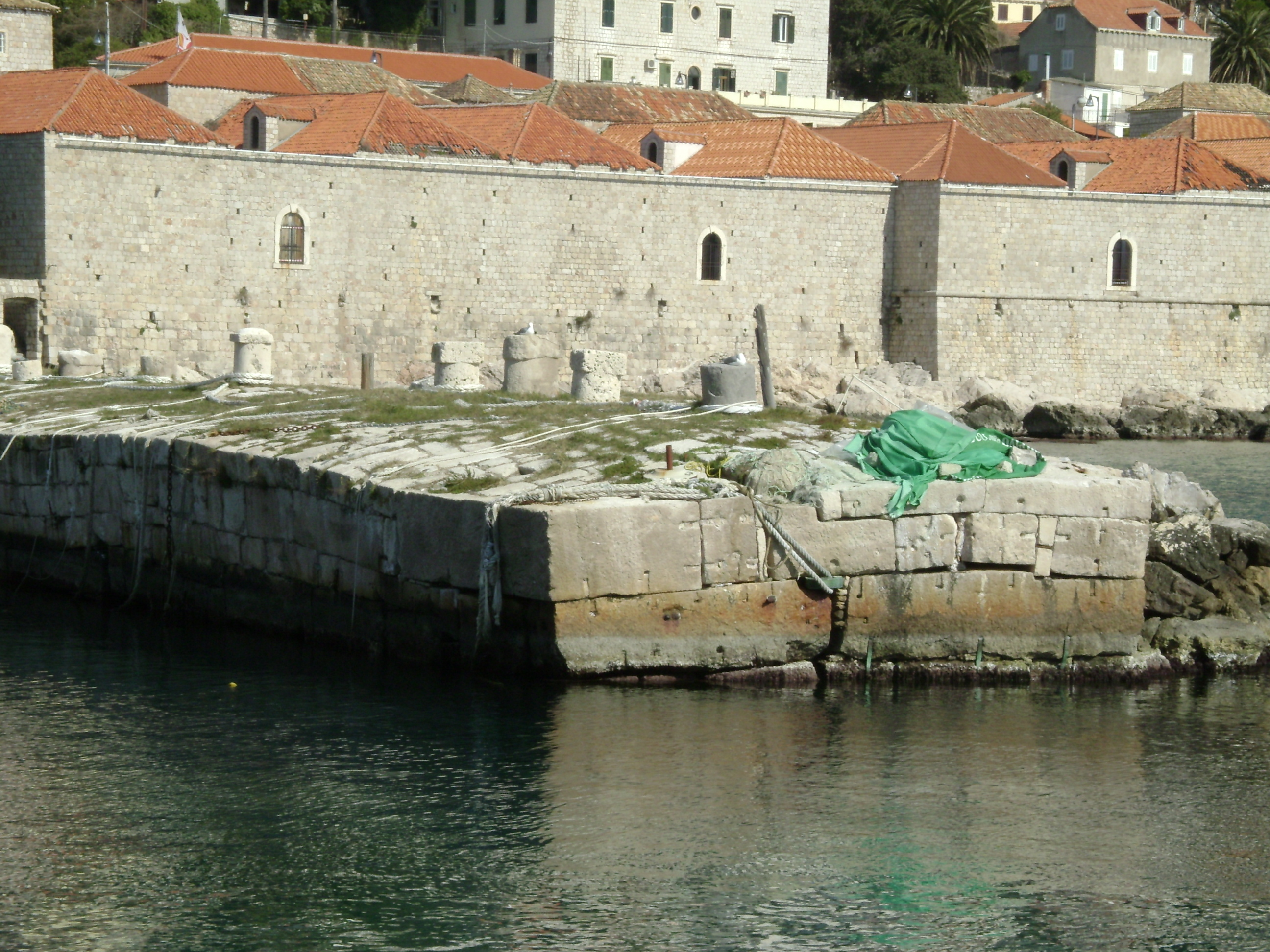
Der Wellenbrecher Kaše

Nachts wurde der Hafen durch eine Kette verschlossen, die vom Turm Sv. Luka bis zur Festung Sveti Ivan (übersetzt: Festung des hl. Johannes) reichte. Vom Meer aus war der Hafen zusätzlich durch den Wellenbrecher „Kaše“ (erbaut 1485) und eine ebenfalls als Wellenbrecher konstruierte Mole geschützt (erbaut 1873), die in Dubrovnik „Porporela“ genannt wird; beide haben die vom Meer kommenden feindlichen Schiffe aufgehalten, die dann aus den beiden Festungen Revelin und vor allem Sveti Ivan beschossen werden konnten.
Der markanteste architektonische Element der Hafenanlage sind drei große Gewölbebögen auf der kleinen Promenade aus dem 12. Jahrhundert, erweitert im 15. Jahrhundert. Von den ursprünglich vier Gewölbebögen wurde der vierte später wieder zugemauert. Früher diente die Anlage, die „Arsenal“ genannt wurde, auch als Werft, in der die zur Verteidigung der Stadt benötigten Galeeren gebaut und repariert wurden; bis heute werden hier kleinere Schiffe repariert. Die Anlage dient auch als ein beliebtes Stadtcafé.